# Artabotrys nigericus
Artabotrys nigericus är en kirimojaväxtart som beskrevs av John Hutchinson. Artabotrys nigericus ingår i släktet Artabotrys och familjen kirimojaväxter. Inga underarter finns listade i Catalogue of Life.